# Кумулятивний перфоратор

Рис. 1. Види перфорації обсадних колон.

Рис. 2. Будова кумулятивного заряду
1 — скляний корпус; 2 — основний заряд (шашка); 3 — додатковий детонатор; 4 — детонувальний шнур; 5 — кумулятивна виїмка, обкладена мідним шаром; 6 — скляна кришка.

Кумуляти́вний перфора́тор (рос. кумулятивный перфоратор; англ. cumulative gun; нім. Strahlbohrhammer m, kumulativer Bohrhammer m, Jetperforator m) — пристрій для перфораційних робіт у свердловині, дія якого ґрунтується на кумулятивному ефекті.
Основне призначення — створення каналу в обсадній колоні, цементному кільці і в породі, який з'єднує свердловину з пластом для припливу в її стовбур рідини або газу. Канал створюється дією кумулятивного струменя, що виникає під час вибуху заряду.